# Macriana in Mauretania
Macriana in Mauretania (łac. Diocesis  Macrianensis in Mauretania) – stolica historycznej diecezji w Cesarstwie rzymskim, w prowincji Mauretania Sitifense. Ruiny tego starożytnego miasta znajdują się w pobliżu współczesnego miasta Beni Fouda w Algierii. Obecnie katolickie biskupstwo tytularne. 

## Biskupi
| Lp. | Biskup                            | Funkcja                                            | Od              | Do              |
| --- | --------------------------------- | -------------------------------------------------- | --------------- | --------------- |
| 1   | Francis Frederick Reh             | rektor Papieskiego Kolegium Północnoamerykańskiego | 5 września 1964 | 11 grudnia 1968 |
| 2   | John Michael Sherlock             | biskup pomocniczy London (Kanada)                  | 25 czerwca 1974 | 7 lipca 1978    |
| 3   | Francisco Maria Aguilera González | biskup pomocniczy Miasta Meksyk                    | 5 czerwca 1979  | 6 sierpnia 2010 |
| 4   | Laurent Dognin                    | biskup pomocniczy Bordeaux (Francja)               | 5 stycznia 2011 | 20 maja 2015    |
| 5   | Robert Barron                     | biskup pomocniczy Los Angeles (USA)                | 21 lipca 2015   | 2 czerwca 2022  |
| 6   | Reginei José Modolo               | biskup pomocniczy Kurytyby (Brazylia)              | 7 grudnia 2022  |                 |